# Герб Кірибаті
Герб Кірибаті — державний символ республіки Кірибаті, затверджений у 1979 році, після надання незалежності островам Гілберта.

## Опис
На гербі зображено жовтий фрегат, що летить над сонцем, яке сходить. Під зображенням сонця — біло-сині смужки, які символізують Тихий океан і три групи островів Республіки Кірибаті (острови Гілберта, Фенікс і Лайн).
17 сонячних променів символізують 16 островів архіпелагу Гілберта і острів Банаба (раніше Ошен), сонце що сходить — тропічне сонце, тому що Кірибаті розташовані по обидва боки екватору. Фрегат уособлює силу, свободу і національний танок Кірибаті. Під гербовим щитом розташований національний девіз: «Te Mauri Te Raoi Ao Te Tabomoa» (у перекладі з мови кірибаті «Здоров'я, мир та процвітання»).